# 1998-as US Open (tenisz)
Az 1998-as US Open volt az év negyedik Grand Slam-tornája, a US Open 118. kiadása. New Yorkban, rendezték meg augusztus 31. és szeptember 13. között.

## Döntők

### Férfi egyes
Patrick Rafter -   Mark Philippoussis, 6-3, 3-6, 6-2, 6-0

### Női egyes
Lindsay Davenport -  Martina Hingis, 6-3, 7-5

### Férfi páros
Sandon Stolle /  Cyril Suk -  Mark Knowles /  Daniel Nestor, 4-6 7-6 6-2

### Női páros
Martina Hingis /  Jana Novotná -  Lindsay Davenport /  Natasha Zvereva, 6-3, 6-3

### Vegyes páros
Serena Williams /  Makszim Mirni -  Lisa Raymond /  Patrick Galbraith, 6-2 6-2

## Juniorok

### Fiú egyes
David Nalbandian –  Roger Federer 6–3, 7–5

### Lány egyes
Jelena Dokić –  Katarina Srebotnik 6–4, 6–2

### Fiú páros
K. J. Hippensteel /  David Martin –  Andi Rám /  Lovro Zovko 6–7, 7–6, 6–2

### Lány páros
Kim Clijsters /  Eva Dyrberg –  Jelena Dokić /  Evie Dominikovic 7–6, 6–4